# جوائز المهرجانات العربية الدولية المتميزة
جوائز المهرجانات العربية الدولية المميزة (DIAFA) هي حفل توزيع جوائز سنوي يقام في دبي ، الإمارات العربية المتحدة.  يكرم الشخصيات العالمية والعربية المتميزة تقديراً لإنجازاتهم السنوية ومساهمتهم في اللجان وتحسين المجتمع.  أقيمت النسخة الأولى من معرض المهرجانات العربية الدولية المميزة في عام 2017. 

## الفائزون[4]

### 2017
عُقدت النسخة الأولى من DIAFA في يناير 2017.
- عبد الحميد جمعة - مهرجان دبي السينمائي, الإمارات العربية المتحدة
- علي الخوار - شاعر، الإمارات العربية المتحدة
- إليسا - مغنية, لبنان
- ماجد المهندس - مغني, السعودية
- فاديا الطويل - صحفية، الإمارات العربية المتحدة
- عابد فهد - ممثل, سوريا
- لطيفة - مغنية، تونس
- يسرا - ممثلة، مصر
- خالد يوسف - المخرج، مصر
- محمد سعيد حارب - مخرج، الإمارات العربية المتحدة
- نورغول يشيلتشاي - ممثلة، تركيا
- ريما نجيم - مقدمة برامج، لبنان
- حبيب غلوم - ممثل, الإمارات العربية المتحدة
- زها حديد - مهندسة معمارية، العراق
- خالد - مغني, الجزائر

### 2018
عُقدت النسخة الثانية من DIAFA في يناير 2018.
- وائل كفوري – مغني، لبنان
- إلتشين سانجو – ممثلة، تركيا
- حياة الفهد – ممثلة، الكويت
- باسل خياط – ممثل، سوريا
- بي آر شيتي – رجل أعمال, الهند
- درة زروق – ممثلة، تونس
- إيرينا بوكوفا - المديرة العام السابقة لمنظمة اليونسكو، بلغاريا
- أرينا دومسكي - مغنية الأوبرا، أوكرانيا
- مطر بن لاحج – نحات، الإمارات العربية المتحدة
- فايز السعيد – مغني وملحن، الإمارات العربية المتحدة
- تركي الدخيل – صحافي، السعودية
- وليد ناصيف – مخرج، لبنان
- رها محرق – رياضية، السعودية
- أبو – نجم العام – مغني, مصر

### 2019
عُقدت النسخة الثالثة من DIAFA في فبراير 2019.
- دارين بربر وأرز زهر الدين – رياضيان، لبنان
- علي فيصل مصطفى – مدير, الإمارات العربية المتحدة
- سميرة سعيد – مغنية, المغرب
- صابرين – ممثلة، مصر
- سيروشو - مغني, أرمينيا
- إنجين آلتان دوزياتان [5] – ممثل, تركيا
- هيفاء حسين – ممثلة، الإمارات العربية المتحدة
- مدحت العدل – ممثل وكاتب وشاعر. مصر
- ريدوان - المغني والملحن، المغرب
- سيرين عبد النور – ممثلة، لبنان
- صابر الرباعي – مغني, تونس
- ماهرة خان – ممثلة, باكستان
- هيا عبدالسلام – ممثلة، الكويت
- أيمن زيدان – ممثل، سوريا
- نيللي كريم – ممثلة, مصر
- مايك أنجيلو - مغني وممثل. تايلاند
- وفاء بن خليفة – إعلامية، السعودية
- هدى الريامي – رسامة، الإمارات العربية المتحدة

### 2020
عُقدت النسخة الرابعة من DIAFA في نوفمبر 2020 خلال جائحة كوفيد-19 مع احترام جميع تدابير السلامة وأدى ذلك إلى عدم وجود إصابات بين جميع الحاضرين.
- المفوضية السامية للأمم المتحدة لشؤون اللاجئين - كيان الأمم المتحدة، الأمم المتحدة
- الشيخة اليازية بنت نهيان آل نهيان - مديرة، الإمارات العربية المتحدة
- مصطفى الآغا - صحفي، سوريا
- سونغ ينكسي - مخرج، الصين
- عبد المحسن النمر - ممثل, السعودية
- ديانا حداد - مغنية, لبنان
- لطيفة - مغنية، تونس
- مكسيم خليل - ممثل, سوريا
- أمجد أبو العلا - مخرج، السودان
- ليلى عزيز - مصممة أزياء، المغرب
- يارا- مغنية, لبنان
- ساجال أحد مير - ممثلة، باكستان
- محمد رمضان - ممثل، مصر
- عمار عمر - رجل أعمال، السودان
- ميشيل موروني - ممثل ومغني، إيطاليا
- السيد - فنان شارع، تونس
- منصور الفيلي - ممثل، الإمارات العربية المتحدة
- فاطمة الهاشمي - مغنية, الإمارات العربية المتحدة
- مصطفى العبد الله - مغني, العراق
- المستشفى السعودي الألماني - القطاع الطبي، الإمارات العربية المتحدة
- غيمس - مغني, جمهورية الكونغو الديمقراطية
- إيفيتا موكوشيان - مغنية، أرمينيا

### 2021
أقيمت الدورة الخامسة من معرض ديافا في 28 نوفمبر 2021، إيذاناً بالاحتفال بالذكرى الخمسين لتأسيس دولة الإمارات العربية المتحدة.
- معالي الدكتور محمد سعيد الكندي - وزير البيئة والمياه السابق في دولة الإمارات العربية المتحدة، الإمارات العربية المتحدة
- رضوى الشربيني - صحفية، مصر
- نسليهان أتاغول - ممثلة، تركيا
- نهلة الفهد - مخرجة، الإمارات العربية المتحدة
- ماجدة زكي - ممثلة, مصر
- نوال الزغبي - مغنية, لبنان
- أنغام - مغنية, مصر
- سيف نبيل - مغني, العراق
- ياسر القحطاني - رياضي , السعودية
- خالد الرزوقي - ضابط شرطة دولة الإمارات العربية المتحدة، الإمارات العربية المتحدة
- إياد الريماوي- موسيقي، سوريا
- ليلى علوي - ممثلة، مصر
- لجين عمران - صحفية، السعودية
- جميلة سعدوني - سيدة أعمال، المغرب
- ملحم زين - مغني, لبنان
- بروين حبيب - صحفية ومؤلفة، البحرين
- إلهام الفضالة - ممثلة، الكويت
- أنطونيو سينيوريني - نحات، إيطاليا

## روابط خارجية
- الموقع الرسمي